# Åke från Åstol
För skivan med samma namn, se Åke från Åstol (musikalbum)
Åke från Åstol är en svensk musikalisk kortfilm från 1998 av och med Galenskaparna och After Shave. Filmen är baserad på en krogshow med samma namn, skriven av Peter Rangmar, Knut Agnred och Anders Eriksson. Titeln är en travestering på Kristina från Duvemåla, och handlingen är förflyttad till invånarna på den lilla ön Åstol i Bohuslän. 
Efter krogshowen på Kajskjul 8 i Göteborg så ville man göra en TV-produktion av föreställningen, men efter Peter Rangmars död i maj 1997 lades projektet på is. Drygt ett år senare återupptogs planerna och Claes hoppade in istället för Peter som berättaren.

## Handling
Åke (Knut Agnred) är en man som är uppväxt på ön Åstol i Bohuslän och har sina rötter här och sina släktingar. Han har jobbat på öns eget lilla Sillesalteri i hela sitt liv och har levt av det som havet gav, precis som hans far och farfar gjort före honom. En dag får arbetarna på Sillesalteriet reda på att fabrikören Ivar (Jan Rippe) sålt sin sillfabrik. Detta innebär att Åke kanske blir tvungen att omskola sig till något helt annat, vilket han verkligen inte vill.
Åke tar ändå mod till sig. Han tänker trots allt resa från sin trygga hemmiljö på Åstol till Skärhamn (uttalat på den lokala dialekten med hårt k) på Tjörn, med sina höghus, sin grå betong och sina bilar – en miljö helt främmande för Åke. Väl i Skärhamn stöter Åke på stadens baksida, den lokale apotekaren Farbror Stig (Per Fritzell) som erbjuder honom allt från tobak till våtservetter. När Åke fått nog av detta konfronterar han Stig, och sedan puttar han honom i en hög av bildäck.
Väl i kurslokalen så får Åke en ny vän, jobbande inom AMS – läraren. Han hjälper Åke att kunna fortsätta med det jobb han älskar fast helt moderniserat; de ska sälja sill över cyberspace. Under tiden som Åke är i Skärhamn så har feskegubbarna från Sillesalteriet ännu inte hittat något jobb, och sitter arbetslösa när Ivar plötsligt kommer tillbaka.

## Roller
- Knut Agnred – Åke
- Per Fritzell – Sigvard/Farbror Stig
- Jan Rippe – Ivar
- Kerstin Granlund – Hulda
- Anders Eriksson – läraren
- Claes Eriksson – Egon (berättaren)
- Tomas Hedengran, Håkan Johannesson, Rolf Allan Håkansson – feskegubbarna